# Institut for Mennesker og Teknologi
Institut for Mennesker og Teknologi (IMT) er et af fire institutter på Roskilde Universitet. På instituttet findes fagene:
- Arbejdslivsstudier
- Datalogi
- Geografi
- Informatik
- Plan, By og Proces
- Psykologi
- Pædagogik og uddannelsesstudier
- Spatial Designs and Society
- Sociale Interventionsstudier
- Social Entrepreneurship and Management
- Sundhedsfremme og sundhedsstrategier
- TekSam - Miljøplanlægning

Desuden har Institut for Mennesker og Teknologi (IMT) det overordnede ansvar for Humanistisk-Teknologisk Bacheloruddannelse (HumTek Bach).